# Cerastium odessanum
Cerastium odessanum är en nejlikväxtart som beskrevs av M. V. Klokov. Cerastium odessanum ingår i släktet arvar, och familjen nejlikväxter. Inga underarter finns listade i Catalogue of Life.